# Our World in Data
OurWorldInData (Nuestro mundo en datos) es una publicación en-línea que presenta datos y resultados empíricos que muestran el cambio en las condiciones de vida en todo mundo. Los resultados son mostrados por medio de gráficos y mapas interactivos que muestran las tendencias de cambio por país y región. El objetivo es mostrar cómo el mundo está cambiando y las razones de estos cambios.

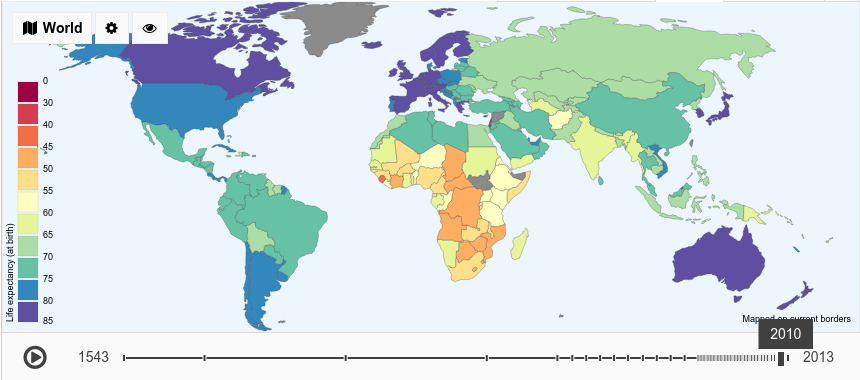
Pantallazo sobre la esperanza de vida por país en 2010. Fuente: OurWorldInData.org

Esta publicación es desarrollada en la Universidad de Oxford por el historiador social y economista del desarrollo Max Roser. Cubre una amplia gama de temas a través de muchas disciplinas académicas: Tendencias en salud, disponibilidad de alimentos, crecimiento y distribución de ingresos, violencia, derechos, guerras, cultura, uso de energía, educación, y cambios en el medio ambiente son analizados y visualizados en esta publicación web.
OurWorldInData está disponible como bien público:
- La publicación entera está disponible libremente,
- Los datos publicados en el sitio web están disponibles para ser descargados,
- Todas las visualizaciones creadas para la publicación de web están disponible bajo licencia Creative Commons,
- Las herramientas para publicar OurWorldInData y para crear las visualizaciones están disponibles para su reutilización (código abierto disponible en GitHub) utilizando Laravel Framework para el servidor y Backbone.js en el cliente junto con NVD3.js para las gráficas.[1]

OurWorldInData se financia actualmente a través de pequeñas donaciones individuales de los lectores de la publicación.
OurWorldInData es ampliamente utilizado en los medios de comunicación. Autores como John Green y Steven Berlin Johnson lo utilizan para su trabajo. También es utilizado en la enseñanza por economistas, historiadores, y expertos de desarrollo internacional.